# Perroquet à calotte rouge
Poicephalus gulielmi
Espèce
Répartition géographique
Statut de conservation UICN

 LC  : Préoccupation mineure
Statut CITES
Le Perroquet à calotte rouge ou Perroquet jardine (Poicephalus gulielmi) est une espèce d'oiseau appartenant à la famille des Psittacidae.

## Description
Cet oiseau mesure environ 28 cm de long. Il présente un plumage à dominante vert vif. Celui-ci est rehaussé par des marques rouges ou orangées au niveau du front, des épaules et des culottes. Ces marques sont absentes chez les jeunes. Le bec est gris. Les iris sont rouges et les cercles oculaires blancs.

## Sous-espèces
Le Perroquet à calotte rouge est représenté par quatre sous-espèces très proches :
- guglielmii avec la coloration rouge du front très étendue, peuplant une vaste aire du sud du Cameroun au nord-ouest de l'Angola, à l'Ouganda et au Rwanda ;
- massaicus avec cette coloration peu étendue et une masse moyenne importante (environ 300 g), présent du sud du Kenya au nord de la Tanzanie ;
- permistus intermédiaire entre les précédentes et peuplant le plateau du Kenya ;
- fantiensis la plus petite et la plus légère (masse moyenne d'environ 200 g) avec une coloration du front et des épaules virant à l'orange, voire au jaune, peuplant l'Afrique occidentale de l'est du Libéria au Ghana en passant par la Côte d'Ivoire.

## Habitat
Cet oiseau vit dans les forêts tropicales brumeuses des montagnes jusqu'à 3 500 m d'altitude.

## Répartition
Cet oiseau peuple une aire très vaste d'Afrique centrale du golfe de Guinée à l'ouest du Kenya et au nord de la Tanzanie. Il est commun en Afrique orientale mais rare en Afrique occidentale.

## Comportement
Cette espèce se déplace en couple ou en groupes plus ou moins importants selon les disponibilités alimentaires.

## Alimentation
Cet oiseau consomme des baies, des fruits et des insectes. En Afrique occidentale, elle se nourrit aussi d'olives sauvages et de fruits de Podocarpus et de Cedrus.

## Reproduction
Pendant la période de reproduction qui s'étale de juin à novembre, le couple s'isole. Il installe son nid dans la cavité d'un arbre assez haut (3 à 12 m) avec une préférence pour Hagenia abyssinica. La ponte comporte 2 à 4 œufs déposés tous les 2 ou 3 jours. L'incubation dure environ 30 jours. Les jeunes quittent le nid vers l'âge de 8 à 11 semaines.